# René Wijers
Theodorus Renerus Josephus (René) Wijers (Roermond, 27 januari 1891 - Breda, 25 november 1973) was een Nederlands politicus.
Wijers was een rechtbankpresident en KVP-senator, die in 1948 minister van Justitie werd in het Kabinet-Drees-Van Schaik. Hij bereidde in die functie belangrijke wetgeving voor, maar kon die voorstellen niet als wet in het Staatsblad brengen, omdat hij vanwege oververmoeidheid voortijdig moest aftreden. Hij had door zijn bereidheid om zaken te doen met de Kamer en door zijn gemoedelijkheid een goede naam in de Tweede Kamer. Hij keerde na zijn aftreden terug naar de rechterlijke macht en was nog enkele maanden Eerste Kamerlid.

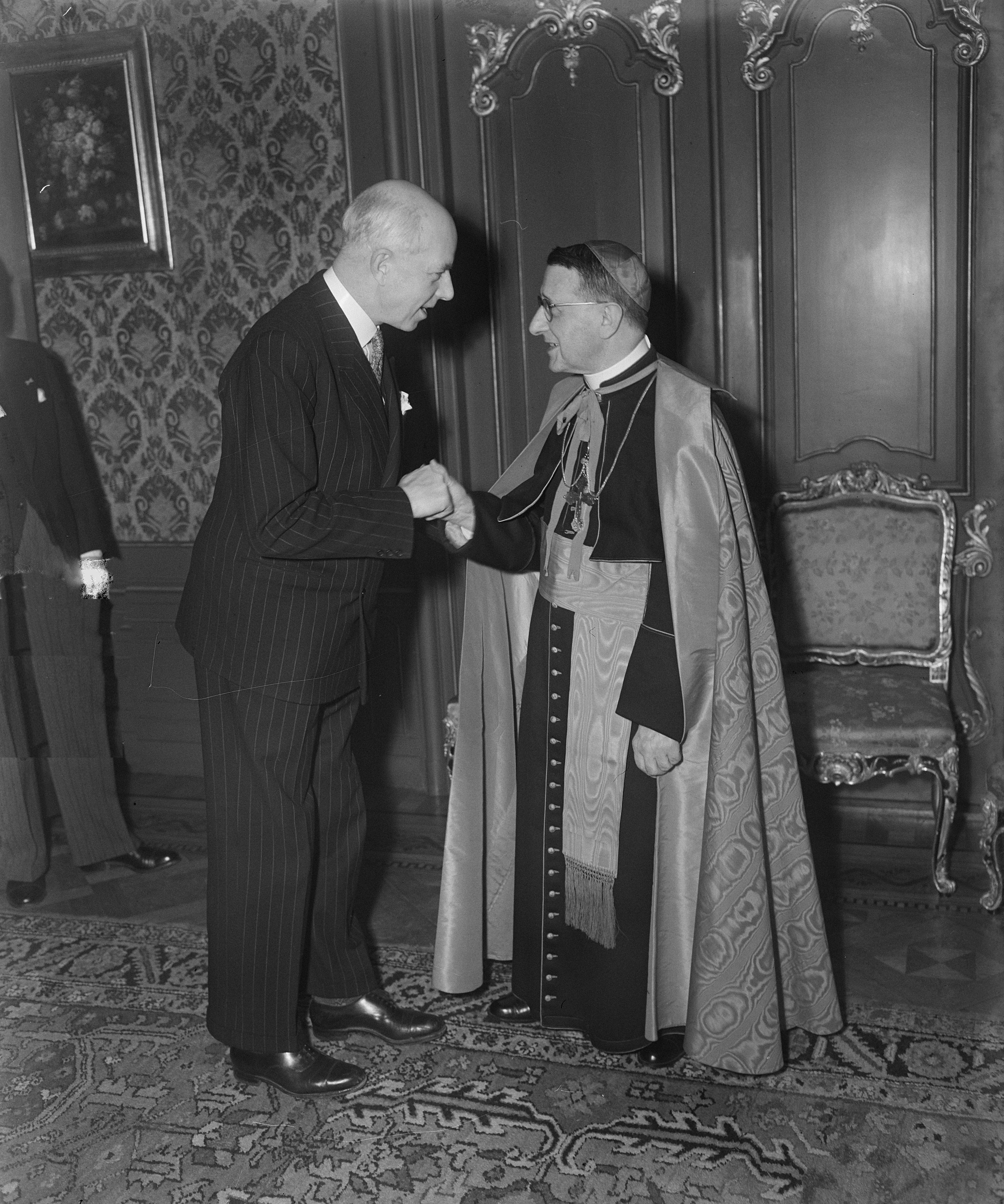
Pauselijke Internuntius Paolo Giobbe 25 jaar bisschop. Minister Mr. Th.R.J. Wijers feliciteert hem.

## Familie
Wijers was een lid van de Nederland's Patriciaatsfamilie Wijers en een zoon van koopman Alphonse Ferdinand Wijers (1863-1895) en Marie Wilhelmine Isabelle Adèle Smeets (1866-1949). Hij trouwde in 1922 met Margaretha Maria Carolina Rouppe van der Voort (1901-1966) met wie hij zes kinderen kreeg. Hij was een broer van prof. dr. Herman Joseph Gerard Wijers (1894-1975).